# Déni (psychanalyse)
Pour l’article homonyme, voir déni.
Le déni (en allemand: Verleugnung) est le refus inconscient de prendre en compte une partie de la réalité, vécue comme inacceptable par l'individu. En psychanalyse, c'est un mécanisme de défense, par lequel le sujet refuse de reconnaître la réalité d'une perception ressentie comme menaçante et/ou traumatisante.
Sigmund Freud recourt à la notion de déni assez tardivement dans son œuvre, plutôt dans les domaines du fétichisme et de la psychose.

## Origine étymologique du terme et définitions

### «Déni» en français,Verleugnungen allemand, traductions françaises
Le « déni » est, selon le Dictionnaire historique de la langue française, un « déverbal » apparu vers 1250 et signifiant d'abord « “action de dénier”, sens aujourd'hui littéraire et rare », qu'on rencontre en 1667 dans l'expression juridique « déni de justice ». Au XIIe siècle (1160), « dénier » (du latin denegare : « nier fortement, “dire que non”, “refuser” ») avait d'après Le Robert le « sens général “refuser d'admettre, démentir” », devenu moins courant aujourd'hui que le sens attesté à l'époque et resté en usage de « refuser quelque chose à quelqu'un ». Pour Bardou, Vacheron-Trystramb et Cheref, le mot « déni » est déjà utilisé dans le contexte du droit au moins depuis le XIVe siècle. Le droit français moderne l'utilise encore, avec un sens restreint, plutôt dans la jurisprudence.
Le Robert observe que « Déni est récemment passé dans le vocabulaire de la psychanalyse (1967, Laplanche et Pontalis) pour traduire Verleugnung ». Étymologiquement, le substantif allemand de genre féminin Verleugnung (formé sur verleugnen) remonte à une racine en moyen/ancien allemand (mhd/ahd) qui l'apparente à Lüge (mensonge), lügen (mentir). Les champs sémantiques de Verleugnung en allemand et de « déni » en français ne se recouvrent qu'en partie .

### « Déni», interférence de « (dé)négation »
Bertrand Penot note que le mot allemand Verleugnung peut être aussi traduit en français par « désaveu ». Jacques Lacan préfère traduire Verleugnung par « démenti », sans se servir de ce terme dans le domaine des psychoses où il privilégie la Verwerfung qu'il traduit par « forclusion ». Le « déni », en tant que « déni de la réalité » serait à distinguer de la « (dé)négation » (Verneinung) que Jean Laplanche et Jean-Bertrand Pontalis rapportent à la « négation » . En 1989, dans Traduire Freud et dans le cadre des nouvelles traductions des Œuvres complètes de Freud / Psychanalyse, Jean Laplanche ne maintient pas l'ancienne traduction de Verneinung par « (dé)négation » de Laplanche et Pontalis en 1967, « ni par “dénégation ” (Lacan) » : le texte de Freud « die Verneinung », écrit Laplanche, a en effet « pour ressort le fait que le mécanisme psychologique de la Verneinung est à l'origine de la Verneinung au sens logique et linguistique, telle qu'elle est marquée par le “non”, “symbole de la négation” ».
Chez Laplanche et Pontalis, le choix en 1967 de la traduction de Verleugnung par déni, par rapport à dénégation, repose sur la prise en compte des distinctions suivantes : « Déni est souvent plus fort »; déni ne porte pas seulement « sur une affirmation qu'on conteste », mais aussi « sur un droit ou un bien qu'on refuse », et dans ce dernier cas, il s'agit d'un « refus de ce qui est dû » comme pour un déni de justice ou un déni d'aliments: le refus est illégitime.

### Définitions
Le déni peut désigner un mécanisme de défense pour traiter les conflits intrapsychiques et le rapport avec le monde extérieur. Selon Laplanche et Pontalis, le terme « déni » (Verleugnung) est « employé par Freud dans un sens spécifique » : il s'agit d'un « mode de défense consistant en un refus par le sujet de reconnaître la réalité d'une perception traumatisante, essentiellement l'absence de pénis chez la femme ». Sigmund Freud recourt à ce terme assez tardivement dans son œuvre, notamment dans les domaines du fétichisme et de la psychose. D'après André Bourguignon, la notion de déni inclut la scotomisation, processus faisant que le névrosé nie l'existence de faits qui ont été vécus mais qui lui sont intolérables. Bourguignon et Manus (1980) parlent aussi d'« hallucination négative » pour décrire ce qu'est le déni. Jean Bergeret considère que le terme s'étend à la réalité perceptive dans son ensemble et se rapporte généralement aux structures psychotiques. Bardou, Vacheron-Trystramb et Cheref (métaphoriquement) sont d'avis qu'une réalité reste déniée tant qu'elle reste non-métabolisable sur le plan psychique. Pour les mêmes auteurs, lorsque le déni n'est pas structurel, comme dans le cas de la perversion, il semble réversible et accessible aux soins. Dans son ouvrage Figures du déni, Bernard Penot observe que ce mécanisme est souvent associé au clivage du Moi. Sur le plan clinique, Ionescu, Jacquet et Lhote décrivent comment la personne dans la dénégation passe alors à une phase d'acceptation de la réalité, souvent après avoir pu formuler son ressenti qui est une source de conflit (correspondant à un désir, une pensée, un sentiment jusqu'alors refoulé) ; elle le met à distance en niant qu'il lui appartient. Chez André Green, « le travail du négatif […] regroupe les formes hétérogènes du refoulement, de la forclusion, du désaveu et de la négation ».
Des auteurs comme Coste, Costey et Tangy (2008) différencient la « dénégation » (qui renverrait pour eux à la psychanalyse et à la constitution du sujet de la psychose) du « déni » que mobilisent certains chercheurs en sciences sociales : la dénégation correspondrait à un « choix forcé » ayant des causes psychiques plus inconscientes, alors que le déni mobiliserait davantage la volonté, dans un refus proactif de voir la réalité, le déni étant alors « plus contextuel ». Pour ces auteurs, le déni est parfois un opposé du consentement.

## Concept de déni chez Freud
Perla Dupuis-Elbaz souligne que le déni fait l'objet d'une élaboration progressive par Freud qui en aborde le mécanisme avec le déni de la spécificité sexuelle féminine par le petit garçon dans des textes de 1905 et 1908. Selon Plon et Roudinesco, la notion de déni apparaît pour la première fois chez Freud en 1923, dans un article sur l’organisation génitale infantile, puis est lié à la reconnaissance d'une réalité manquante dans la différence des sexes, pour devenir enfin un mécanisme propre à la psychose par opposition au refoulement dans la névrose, où le psychotique nie la réalité pour en reconstruire une sur le mode hallucinatoire. À la suite d'échanges sur la scotomisation avec René Laforgue en 1927, Freud fait du déni un mécanisme pervers où le sujet se reconnaît dans deux réalités contradictoires : l'absence de pénis chez la femme est à la fois refusée et reconnue. Le clivage du moi renvoie ainsi non seulement à la psychose mais également à la perversion. Perla Dupuis-Elbaz fait remarquer que dans l'article de 1923 sur l'organisation génitale infantile, Freud emploie le terme « nier », celui de déni n'est utilisé en tant que tel qu'à partir de 1925. 

### Étapes
Entre 1924 et 1938 — d'après Laplanche et Pontalis — les références au processus désigné par Verleugnung, au sens « relativement spécifique » où Freud va employer le terme Verleugnung, sont assez nombreuses, même s'il faut attendre 1938, pour en trouver « l'exposé le plus achevé », dans l' Abrégé de psychanalyse (Abriss der Psychoanalyse) .
Dans L'organisation génitale infantile (Die infantile Genitalorganisation, 1923), Freud commence à décrire la Verleugnung en relation à la castration: devant l'absence du pénis chez la fille, il écrit que les enfants « … dénient (leugnen) ce manque, croient malgré tout voir un membre… ». Peu à peu, ils tiendront l'absence du pénis pour un résultat de la castration.
Dans Quelques conséquences psychiques de la différence des sexes (Einige psychische Folgen des anatomischen Geschlechtsunterschied, 1925), le déni vaut pour la petite fille comme pour le petit garçon, et Freud « apparente ce processus au mécanisme psychotique »: « un processus survient que j'aimerais désigner du terme "déni" (Verleugnung) », écrit-il, en ajoutant que si le processus « ne semble être ni rare ni très dangereux dans la vie psychique de l'enfant », par contre chez l'adulte, il « serait le point de départ d'une psychose ». En 1924, dans La perte de la réalité dans la névrose et la psychose (Der Realitätsverlust bei Neurose und Psychose), Freud précise en quoi le déni, qui « porte sur la réalité extérieure » constitue « le premier temps de la psychose », dans la mesure où il s'oppose au refoulement chez le névrosé: tandis que « le névrosé commence par refouler les exigences du ça, le psychotique commence par dénier la réalité ».
À partir de 1927, « c'est sur l'exemple privilégié du fétichisme que Freud élabore la notion de déni ». Dans son étude sur cette perversion (Le fétichisme [Fetischismus], 1927), il montre « comment le fétichiste perpétue une attitude infantile en faisant coexister deux positions inconciliables: le déni et la reconnaissance de la castration féminine ». Cette coexistence indique « un véritable clivage en deux » (Spaltung, Zwiespältigkeit) du sujet. 
Dans les textes de 1938, Le clivage du moi dans le processus de défense (Die Ichspaltung im Abwehrvorgang, 1938) et l' Abrégé de psychanalyse (Abriss der Psychoanalyse, 1938), la notion de clivage désormais mise en place « vient plus nettement éclairer celle de déni ». Le clivage du moi « est à distinguer de la division qu'institue dans la personne tout refoulement névrotique », où le déni, qui est celui d'une perception, porte sur la réalité extérieure: il s'agit alors de la « coexistence de deux types différents de défense du moi, et non d'un conflit entre le moi et le ça ».

## Jacques Lacan et le déni
Selon Perla Dupuis-Elbaz, Lacan, dans le cadre de la psychose, a mis en avant le terme de Verwerfung qu'il a traduit par « forclusion » tandis qu'il traduisait Verleugnung par « démenti » et qu'il voulait utiliser dans le cadre des rapports entre analysant et analyste. Dans une conférence de 1968, il rattache également la Verleugnung à la Spaltung, la « division du sujet ». La position de l'analyste peut se rapporter partiellement au clivage impliqué dans le déni : l'analyste prend la place de « sujet supposé savoir » alors même que le déroulement de la cure visera à l'en déloger. Selon Jacques Adam, en 1975, Lacan rattache également le démenti au réel. 
Pour Jacques Adam, la Verleugnung tel que le comprend Lacan, est un mécanisme d'un inconscient rusé (kniffig) dont Freud n'a pas pu terminer l'exploration et auquel Lacan a proposé, pour échapper aux ambiguïtés freudiennes, « la solution dans la logique de l'objet a, objet in-déniable, “immune à la négation” , objet partiel dont la logique est de s'opposer au mirage du Tout, et d'être sa négation autrement que comme ce qui simplement le nie, ce Tout, mais comme Pas-Tout qui est la nuance décisive que Lacan a apporté à la logique des discours avec le discours du psychanalyste ».

#### Textes psychanalytiques de référence
- Sigmund Freud
  - « L'organisation génitale infantile » (1923), in La Vie sexuelle, Paris PUF, 1959, p. 113-116 ; OCF.P, XVI, p. 303-311
  - « Névrose et psychose » (1924), trad. D. Guérineau, Paris, puf, 1971, p. 283-286 ; OCF.P, XVII, p. 1-7.
  - « La perte de la réalité dans la névrose et dans la psychose » (1924), trad. D. Guérineau, in Névrose, psychose et perversion, Paris, PUF, 1973, p. 299-303 ; OCF.P, XVII, p. 35-41
  - « La négation » (1925), trad. J. Laplanche, in Résultats, idées, problèmes II, Paris, puf, 1971, p. 135-139 ; OCF.P, XVII, p. 165-171
  - « Quelques conséquences psychologiques de la différence anatomique entre les sexes » (1925), trad. D. Berger, J. Laplanche et al., in La vie sexuelle, Paris, PUF, 1970, p. 123-132 ; OCF.P, XVII, p. 189-202.
  - « Le fétichisme » (1927), trad. D. Berger, J. Laplanche et al., in La vie sexuelle, Paris, PUF, 1970, p. 133-138 ; OCF.P, XVIII, p. 123-131.
  - « Le clivage du moi dans le processus de défense » (1938), trad. Roger Lewinter et J.-B. Pontalis, in Résultats, idées, problèmes II, Paris, PUF, 1971, p. 283-286.
  - Abrégé de psychanalyse (1938), trad. F. Robert et F. Kahn, OCF.P, XX, p. 225-254  (ISBN 978-2-13-056594-9)

#### Études psychanalytiques
- Jacques Adam, « La Verleugnung », Champ lacanien, EPFCL-France, vol. 2, no 1,‎ 2005, p. 257-264 (DOI 10.3917/chla.002.0257)
- Laurent Danon-Boileau, « négation », dans Alain de Mijolla (dir.), Dictionnaire international de la psychanalyse, Paris, Hachette, 2005 (ISBN 201279145X), p. 1140-1142
- Monique David-Ménard, « Entre Freud et Hegel. Comment André Green, psychanalyste, explore en philosophe les facettes du "négatif" dans la vie psychique et ses relations au réel », Journal Le Monde, 17 décembre 1993, extrait sur le site des Éditions de Minuit à propos de Le travail du négatif d'André Green, Ed. de Minuit, Coll. « Critique », site consulté le 8 août 2019, [lire en ligne]
- Perla Dupuis-Elbaz, « déni », dans Roland Chemama (dir.) et Bernard Vandermersch (dir.), Dictionnaire de la psychanalyse, Paris, Larousse, 2009, 4e éd. (1re éd. 1998) (ISBN 9782035839428)
- Jean-Richard Freymann, Les mécanismes psychiques de l'inconscient, Toulouse, ERES, 2019, 135 p. (ISBN 978-2-7492-6300-7, DOI 10.3917/eres.freym.2019.01), « La forclusion ; Le déni de la réalité ; Le déni de la castration »
- André Green, « négatif (travail du-) », dans Alain de Mijolla (dir.), Dictionnaire international de la psychanalyse, Paris, Hachette, 2005 (ISBN 201279145X), p. 1138-1140.
- J. Laplanche et J.-B. Pontalis, Vocabulaire de la psychanalyse (1967), entrées: « (dé)négation », « déni (— de la réalité) », Paris, P.U.F., 8e édition, 1984, (ISBN 2 13 038621 0); PUF-Quadrige, 1re édition, 1997,  (ISBN 2 13 048789 0), 5e édition, 2007,  (ISBN 2-13054-694-3)
- Jean Laplanche, « Terminologie raisonnée », entrée: « nier », dans: André Bourguignon, Pierre Cotet, Jean Laplanche et François Robert, Traduire Freud, Paris, Puf, coll. « Œuvres complètes de Freud », 1989, 379 p. (ISBN 2-13-042342-6), p. 122-123.
- Bernard Penot,
  - « déni (de réalité) », dans Alain de Mijolla (dir.), Dictionnaire international de la psychanalyse, Paris, Hachette, 2005 (ISBN 201279145X), p. 442-444
  - Figures du déni, Érès, 2012.
- Jean Perrin, « dénégation  », dans Roland Chemama (dir.) et Bernard Vandermersch (dir.), Dictionnaire de la psychanalyse, Paris, Larousse, 2009, 4e éd. (ISBN 9782035839428)
- Elisabeth Roudinesco et Michel Plon, Dictionnaire de la psychanalyse, Paris, Fayard, coll. « La Pochothèque », 2011 (1re éd. 1997), 1789 p. (ISBN 978-2-253-08854-7), « Dénégation ; Déni », p. 312-313 ; 313-314

#### Autres sources
- Vitoria Bedos, Le déni, Editions Plon, 2007
- Daniel Gaxie, « Déni de réalité et dogmatisme de la doxa », In: Revue française de science politique, 44e année, no 5, 1994, p. 894-912 | https://www.persee.fr/doc/rfsp_0035-2950_1994_num_44_5_394870